# Brasserie Domus
La Brasserie Domus (en néerlandais : Brouwerij Domus) est une brasserie située à Louvain en province du Brabant flamand en Belgique. Elle produit principalement les bières artisanales Con Domus et Nostra Domus.

## Histoire
La brasserie artisanale Domus voit le jour en 1985 à l'initiative de Cyriel Roten et Alfons Swartelée dans le centre de la ville de Louvain, cité brassicole bien connue grâce à la brasserie Artois (faisant actuellement partie du groupe AB InBev).  Elle est, à l'époque, la première micro-brasserie en fonction de Belgique. La brasserie située au coin de Tiensestraat et d'Eikstraat fait partie d'un ensemble plus important comprenant une auberge. Un petit pipeline conduit directement la bière de la brasserie à l'auberge.

## Principales bières
La brasserie produit en permanence deux bières :
- Con Domus, une bière blonde de type pils non filtrée titrant 5 % en volume d'alcool,
- Nostra Domus, une bière ambrée titrant 5,8 % en volume d'alcool.

Elle brasse aussi quelques bières de saison comme la Domus Engel (7 % en volume d'alcool), la Marcamarus et la Nostra Domus Grand Cru.

## Sources et liens externes
- « Domus - Brasserie Brauhaus », sur domusleuven.be (consulté le 28 décembre 2023)
- « Domus », sur leuven.be via Wikiwix (consulté le 28 décembre 2023)
- (nl) Bieren en Brouwerijen van België – Adelijn Calderon – 2009 –  (ISBN 978-90-7713-518-1)